# Hmelnîțkîi
Hmelnițki (în ucraineană Хмельницький, în rusă Хмельницкий, în poloneză Chmielnicki) este un oraș din Ucraina, capitala regiunii cu același nume. Este situat pe râul Bug la aproximativ 340 km distanță de Kiev.

## Demografie
Componența lingvistică a orașului Hmelnîțkîi
     Ucraineană (88,39%)
     Rusă (10,36%)
     Alte limbi (0,58%)
Conform recensământului din 2001, majoritatea populației orașului Hmelnîțkîi era vorbitoare de ucraineană (88,39%), existând în minoritate și vorbitori de rusă (10,36%).

## Istorie
Regatul Poloniei 1431–1569

 Uniunea statală polono-lituaniană 1569–1672

 Imperiul Otoman 1672–1699

 Uniunea statală polono-lituaniană 1699–1793

 Imperiul Rus 1793–1917

 RSS Ucraineană 1920–1922

 Uniunea Sovietică 1922–1991

 Ucraina 1991–prezent 

## Personalități născute aici
- Boris Țucherblat (n. 1939), om de știință.

## Orașe înfrățite
- Modesto, Statele Unite din  1987
- Silistra, Bulgaria din  1992
- Bor, Serbia din  1995
- Bălți, Moldova din  1996
- Ciechanów, Polonia din  1996
- Kramfors, Suedia din  1997
- Shijiazhuang, China din  1998